# ووردبورگ
ووردبورگ (به لاتین: Vordingborg) یک شهر در دانمارک است که در ووردینبورگ، کمون دانمارک واقع شده‌است. ووردبورگ ۱۸٫۰۴۳ نفر جمعیت دارد.

## خواهرخوانده
شهرهای سووپسک و هامینا خواهرخوانده‌های ووردبورگ هستند.